# Мистер Вонг
Mister Wong — сервис социальных закладок, стартовавший в 2006 году, в Рунете с марта 2007 года. Он ведётся немецкой компанией construktiv, имеющей офисы в Бремене и Берлине.

## Обзор
Зарегистрированные пользователи могут сохранять на Mister Wong закладки на сайты с любой тематикой, помечая их метками и описаниями. Существует специальный тулбар, с помощью которого можно добавлять закладки прямо через браузер, а также возможность импортировать закладки из браузера или других сервисов закладок. Большое количество блогов предоставляет своим читателям возможность автоматически сохранять их статьи с помощью специальной кнопки.
Кроме того, Mister Wong имеет свойства социальной сети с опцией добавлять пользователей в «друзья», следить за их закладками и отправлять личные сообщения. Есть возможность создавать группы тематических закладок, комментировать сайты и рекомендовать закладки другим пользователям.

## Интернациональные версии
Mister Wong обоснован немецким предпринимателем Каем Титьеном и был запущен в Германии весной 2006 года, где он на данный момент является самым посещаемым сервисом социальных закладок. В течение 2007 года были открыты локализированные версии на русском, немецком, английском, французском и китайском языках. На данный момент в русском Mister Wong зарегистрированы более 15 тысяч пользователей.

## Новый логотип
В мае 2007 года американские пользователи портала обвинили владельцев Mister Wong в расизме. Эрни Сюн, американский блогер азиатского происхождения, был возмущён изначальным логотипом сайта, изображавшим лысого китайца с широкой улыбкой и маленькими глазками.
Кай Тьетьен принёс свои извинения в официальном блоге американского портала. В октябре 2007 года прошёл интернациональный краудсорсинг-конкурс на новый логотип сайта, победителем которого стал китайский дизайнер Ху Нань. Среди финалистов был и русский дизайнер Иван Пашенко.